# Rhophitulus callurus
Rhophitulus callurus är en biart som först beskrevs av Cockerell 1918.  Rhophitulus callurus ingår i släktet Rhophitulus och familjen grävbin. Inga underarter finns listade i Catalogue of Life.